# Залізничний (зупинний пункт, Білоруська залізниця)
Залізни́чний (біл. Чыгу́начны) — пасажирський зупинний пункт Мінського відділення Білоруської залізниці Білоруської залізниці на електрифікованій магістральній лінії південно-східного напрямку Мінськ — Жлобин — Гомель між зупинним пунктом Лощиця (3,7 км) та станцією Колядичі (1,3 км). Розташований у південній частині Мінська, біля промислової зони «Колядичі», за 9 км від станції Мінськ-Пасажирський.

## Пасажирське сполучення
На зупинному пункті Залізничний зупиняються електропоїзди другої лінії Мінської міської електрички Мінськ — Руденськ та електропоїзди регіональних ліній економкласу до станцій Мінськ-Пасажирський (Інститут культури), Пуховичі, Осиповичі I, Руденськ та Талька. 
Час у дорозі від станції Мінськ-Пасажирський з усіма зупинками електропоїздами міських ліній та регіональних ліній економкласу складає приблизно 13 хвилин.